# Reggiana Hockey Club
La Reggiana Hockey Club, nota anche come Hockey Club Reggio Emilia, era una società italiana di hockey su pista con sede a Reggio nell'Emilia. I suoi colori sociali erano il bianco, il rosso e l'arancione. Attiva dal 1955 al 1993 vinse un campionato italiano nella stagione 1981-1982.

## Cronistoria
| Cronistoria della Reggiana Hockey Club |
| --- |
| - 1955 · Fondazione dell'Hockey Club Reggio Emilia, poi Reggiana Hockey Club. - 1955 · - 1956 · - 1957 · - 1958 · - 1959 · - 1960 · - 1961 · - 1962 · - 1963 · - 1964 · - 1965 · - 1966 · - 1967 · - 1968 · - 1969 · - 1970 · - 1971 · - 1972 · - 1973 · - 1974 · - 1975 · - 1976 · in Serie B. Promosso in Serie A. - 1977 · 5º in Serie A. Eliminato in Coppa Italia. - 1978 · 11º in Serie A. Eliminato in Coppa Italia. - 1979 · 10º in Serie A. - 1979-1980 · 9º in Serie A. Finale in Coppa Italia. - 1980-1981 · 2º in Serie A. Eliminato in Coppa Italia. Semifinale in Coppa CERS. - 1981-1982 · 1º in Serie A. Campione d'Italia (1º titolo) Eliminato in Coppa Italia. Primo turno in Coppa CERS. - 1982-1983 · 3º in Serie A. Quarti di finale dei play-off scudetto. Eliminato in Coppa Italia. Quarti di finale in Coppa dei Campioni. - 1983-1984 · 7º in Serie A1. Quarti di finale dei play-off scudetto. Primo turno in Coppa Italia. - 1984-1985 · 11º in Serie A1. Quarti di finale in Coppa Italia. Eliminato in Coppa di Lega. - 1985-1986 · 11º in Serie A1. Eliminato in Coppa Italia. - 1986-1987 · 7º in Serie A1. Quarti di finale dei play-off scudetto. Primo turno in Coppa Italia. - 1987-1988 · 9º in Serie A1. Ottavi di finale in Coppa Italia. - 1988-1989 · 9º in Serie A1. Eliminato in Coppa Italia. - 1989-1990 · 7º in Serie A1. Quarti di finale dei play-off scudetto. Eliminato in Coppa Italia. - 1990-1991 · 13º in Serie A1. - 1991-1992 · 12º in Serie A1. - 1992-1993 · 6º in Serie A1. Quarti di finale dei play-off scudetto. Eliminato in Coppa Italia. - 1993 · Al termine della stagione sportiva 1992-1993 cessa l'attività. |

## Palmarès

### Competizioni nazionali
1 trofeo
- Campionato italiano: 1

1981-1982

## Statistiche

### Partecipazioni ai campionati
| Livello | Categoria | Partecipazioni | Debutto   | Ultima stagione | Totale |
| ------- | --------- | -------------- | --------- | --------------- | ------ |
| 1º      | Serie A   | 7              | 1977      | 1982-1983       | 17     |
| 1º      | Serie A1  | 10             | 1983-1984 | 1992-1993       | 17     |

### Partecipazione alle coppe nazionali
| Competizione  | Partecipazioni | Debutto   | Ultima stagione |
| ------------- | -------------- | --------- | --------------- |
| Coppa Italia  | 14             | 1977      | 1992-1993       |
| Coppa di Lega | 1              | 1984-1985 | 1984-1985       |

### Partecipazioni alle coppe europee
| Competizione       | Partecipazioni | Debutto   | Ultima stagione | Miglior risultato              |
| ------------------ | -------------- | --------- | --------------- | ------------------------------ |
| Coppa dei Campioni | 1              | 1982-1983 | 1982-1983       | Quarti di finale nel 1982-1983 |
| Coppa CERS         | 2              | 1980-1981 | 1981-1982       | Semifinale nel 1980-1981       |